# Norwegische Meisterschaften im Biathlon 2008
Die Norwegischen Meisterschaften im Biathlon 2008 fanden zwischen dem 26. und dem 30. März 2008 in Stryn statt. 

## Männer

### Einzel (20 km)
| Platz | Starter             | Zeit    | Schießfehler |
| ----- | ------------------- | ------- | ------------ |
| 1     | Frode Andresen      | 52:52,5 | 1+1+0+1      |
| 2     | Halvard Hanevold    | +0:34,0 | 0+2+0+0      |
| 3     | Alexander Os        | +0:45,9 | 0+2+0+2      |
| 4     | Stian Nåvik         | +1:00,7 | 0+1+0+0      |
| 5     | Tarjei Bø           | +1:25,2 | 0+0+1+0      |
| 6     | Emil Hegle Svendsen | +2:48,7 | 0+2+2+0      |

Start: 26. März 2008

### Sprint (10 km)
| Platz | Starter              | Zeit    | Schießfehler |
| ----- | -------------------- | ------- | ------------ |
| 1     | Emil Hegle Svendsen  | 24:35,4 | 1+0          |
| 2     | Alexander Os         | +0:30,3 | 1+2          |
| 3     | Stian Eckhoff        | +0:41,6 | 0+2          |
| 4     | Frode Andresen       | +0:42,9 | 2+2          |
| 5     | Ole Einar Bjørndalen | +1:07,9 | 3+1          |
| 6     | Lars Berger          | +1:08,7 | 2+1          |

Start: 28. März 2008

### Verfolgung (12,5 km)
| Platz | Starter              | Zeit    | Schießfehler |
| ----- | -------------------- | ------- | ------------ |
| 1     | Emil Hegle Svendsen  | 59:44,4 | 0+0+2+1      |
| 2     | Stian Eckhoff        | +0:54,0 | 0+1+0+0      |
| 3     | Halvard Hanevold     | +1:23,1 | 0+0+0+1      |
| 4     | Frode Andresen       | +1:31,6 | 2+1+3+1      |
| 5     | Lars Berger          | +2:04,7 | 2+0+1+2      |
| 6     | Tor Halvor Bjørnstad | +2:08,6 | 1+2+1+0      |

Start: 29. März 2008

### Staffel (4 × 7,5 km)
| Platz | Starter                                                                          | Region             | Zeit      |
| ----- | -------------------------------------------------------------------------------- | ------------------ | --------- |
| 1     | Magnus L’Abée-Lund Arild Askestad Stian Eckhoff Halvard Hanevold                 | Oslo og Akershus   | 1:26:50,7 |
| 2     | Eirik Robert Christiansen Anders Brun Hennum Frode Andresen Ole Einar Bjørndalen | Buskerud 1         | +3:56,4   |
| 3     | Stian Nåvik Øyvind Lund Sveinung Hestad Strand Emil Hegle Svendsen               | Sør-Trøndelag 1    | +4:31,1   |
| 4     | Sondre Eieland Flaa Lars Helge Birkeland Jon Kristian Svaland Anstein Mykland    | Agder 1            | +4:51,4   |
| 5     | Magnus Brendehaug Ronny Hafsås Roger Andre Lillestøl Tarjei Bø                   | Sogn og Fjordane 1 | +6:02,4   |
| 6     | Henrik Brovold Arve Lien Johnsen Eigil Kosi Jaren Espen Aarvåg                   | Sør-Trøndelag 2    | +6:40,5   |

Start: 30. März 2008

## Frauen

### Einzel (15 km)
| Platz | Starter                 | Zeit    | Schießfehler |
| ----- | ----------------------- | ------- | ------------ |
| 1     | Julie Bonnevie-Svendsen | 45:11,8 | 0+0+0+3      |
| 2     | Solveig Rogstad         | +0:10,9 | 0+1+0+1      |
| 3     | Tora Berger             | +1:09,9 | 1+0+2+1      |
| 4     | Kjersti Isaksen         | +2:37,4 | 1+0+0+0      |
| 5     | Ann Kristin Flatland    | +3:44,7 | 1+1+2+0      |
| 6     | Eline Fannemel          | +4:12,9 | 1+0+0+1      |

Start: 26. März 2008

### Sprint (7,5 km)
| Platz | Starter                 | Zeit    | Schießfehler |
| ----- | ----------------------- | ------- | ------------ |
| 1     | Tora Berger             | 23:48,1 | 1+2          |
| 2     | Julie Bonnevie-Svendsen | +0:15,5 | 1+1          |
| 3     | Solveig Rogstad         | +0:25,0 | 0+2          |
| 4     | Jori Mørkve             | +0:45,5 | 0+1          |
| 5     | Fanny Welle-Strand Horn | +0:48,3 | 0+0          |
| 6     | Kari Henneseid Eie      | +1:14,0 | 0+3          |

Start: 28. März 2008

### Verfolgung (10 km)
| Platz | Starter                 | Zeit    | Schießfehler |
| ----- | ----------------------- | ------- | ------------ |
| 1     | Tora Berger             | 56:45,4 | 0+0+1+1      |
| 2     | Solveig Rogstad         | +1:08,6 | 1+0+1+0      |
| 3     | Julie Bonnevie-Svendsen | +3:41,0 | 4+1+0+3      |
| 4     | Jori Mørkve             | +4:04,6 | 4+0+1+1      |
| 5     | Kari Henneseid Eie      | +4:47,0 | 2+1+1+3      |
| 6     | Liv Kjersti Eikeland    | +4:53,7 | 2+0+4+1      |

Start: 29. März 2008

### Staffel (3 × 6 km)
| Platz | Starter                                                       | Region             | Zeit     |
| ----- | ------------------------------------------------------------- | ------------------ | -------- |
| 1     | Tiril Eckhoff Fanny Welle-Strand Horn Julie Bonnevie-Svendsen | Oslo og Akershus 1 | +57:19,5 |
| 2     | Liv Kjersti Eikeland Brigitte Røksund Jori Mørkve             | Hordaland 1        | +0:34,7  |
| 3     | Ada Ringen Elise Sandvik Elise Ringen                         | Nord-Trøndelag 1   | +1:04,6  |
| 4     | Borghild Ouren Solveig Rogstad Tora Berger                    | Oppland 1          | +3:17,3  |
| 5     | Marie Hov Elin Støvern Malene Saxebøl                         | Buskerud 1         | +5:17,5  |
| 6     | Bjørg Marit Valland Joanna Valland Anette Berlandstveit       | Hordaland 2        | +7:08,8  |

Start: 30. März 2008